# 大澤野北口站
大澤野北口站（日语：／ Ōsawanokitaguchi eki */?）是位於富山縣富山市上大久保（開業時為舊・上新川郡大澤野町），富山地方鐵道（地鐵）笹津線的鐵路車站（廢站）。
在1969年（昭和44年）8月30日至廢線前，此站是急行列車的停車站（那列車班次只有早上和黃昏1個往返班次）。

## 歷史
- 1914年（大正3年）12月6日：富山輕便鐵道富山站（現時：電鐵富山站）至笹津站之間開通（富山輕便鐵道全線開通），大澤野站（日语：／）啟用[2][3]。
- 1915年（大正4年）10月24日：公司名稱改為富山鐵道[3][4]。
- 1933年（昭和8年）4月20日：堀川新站（現時：南富山站）至笹津站之間的區間被廢除，此站也被廢除[2][3][4]。
- 1952年（昭和27年）8月15日：富山地方鐵道笹津線大久保町站至地鐵笹津站之間開通（笹津線全線開通），以大澤野北口站的名稱重開車站[2][3][5]。
- 日期不詳：廢除列車交會設備。同時成為業務委託車站[1][3]。
- 1975年（昭和50年）4月1日：笹津線廢除，此站也被廢除[2][3][4][5]。

## 車站構造
截至車站廢除前，此站是一座地面車站，設有1面1線的單式月台。月台在路軌的西邊（地鐵笹津方向的列車會開啟右邊車門）。此站沒有轉轍器。曾經此站設有2面2線的相對式月台，當時設有列車交會設備。
此站為業務委託車站。站舍在站內西邊，鄰接月台中央部分。
在富山輕便鐵道（後來為富山鐵道）的時代，此站以停車場的型式營運。

## 車站周邊
在西邊設有舊飛驒街道，在該街道上設有村落。當鐵路線進入舊・大澤野町範圍後，便代表鐵路線開始進入山區地帶。
- 國道41號（越中東街道）
- 舊飛驒街道
- 本修寺（日语：本修寺）[3]

## 現狀
截至1998年（平成10年），站內還遺留了大銀杏樹。截至2008年（平成20年），道路旁邊變成空地。該銀杏樹還健在。
另外，在此站附近的路軌遺址變成了道路，在2008年（平成20年）也是同樣。

## 相鄰車站
富山地方鐵道
笹津線
上大久保－大澤野北口－田村町

## 注腳
1. 1 2 3 4 5 6 7 8 9 10  《RM LIBRARY 107 富山地鐵笹津·射水線》（著：服部重敬，NEKO PUBLISHING，2008年7月發行）25,28-31頁
2. 1 2 3 4  《日本鐵道旅行地圖帳 全線全站全廢線 6 北信越》（監修：今尾惠介，新潮社，2008年10月發行）38頁
3. 1 2 3 4 5 6 7 8  （著：寺田裕一，NEKO PUBLISHING，2010年12月發行）44-45,47頁
4. 1 2 3  （JTB出版，2010年4月發行）211頁
5. 1 2  （著：寺田裕一，JTB出版，2008年5月發行）165頁
6. ↑  《鐵道之記憶》（編著：草卓人，桂書房，2006年2月發行）301頁
7. 1 2  （JTB出版，1998年6月發行）80-81頁
8. 1 2 3  《富山廢線紀行》（著：草卓人，桂書房，2008年7月發行）80-81頁

## 相關項目
- 日本鐵路車站列表 O